# Длинноносая леопардовая ящерица
Длинноносая леопардовая ящерица (лат. Gambelia wislizenii) — вид ящериц из семейства Crotaphytidae. Видовое латинское название дано в честь американского врача Фридриха Адольфа Вислиценуса (1810—1889).
Общая длина достигает 38 см, примерно 2/3 длины составляет хвост. Голова короткая с острой мордочкой, слегка расширена в затылочной части. Туловище уплощено, передние конечности короче задних. Самцы отличаются увеличенными постанальными щитками и выраженными бедренными порами. Окраска желтовато-песчаных тонов с небольшими коричневыми пятнами по всему телу. На верхней стороне хвоста имеются поперечные ряды пятен, чередующихся светлыми полосками, создающими иллюзию кольцевой окраски. Во время спаривания у самок по бокам и на нижней стороне хвоста проступают яркие оранжевые или красные пятна. Брюхо светлое.
Любит засушливые пустынные и полупустынных места. Активна днём. Прячется в полостях под камнями. Питается насекомыми и мелкими ящерицами.
Вид распространён в США (Орегон, Айдахо, Невада, Юта, Аризона, Нью-Мексико, Калифорния, западный Техас), а также в северной Мексике.